# Бомбовый прицел

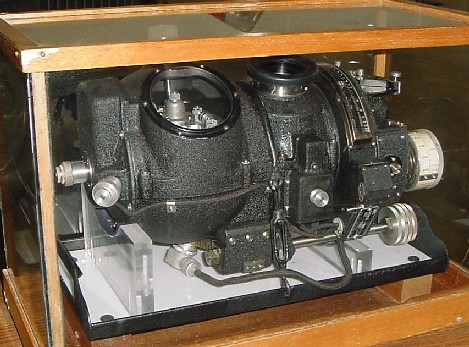
Американский бомбовый прицел Norden времён Второй мировой войны

Бомбовый прицел — техническое устройство или система на борту летательного аппарата, решающая задачу прицельного сброса груза с заданной точностью. Под грузом в первую очередь понимаются свободнопадающие боеприпасы типа авиационных бомб, но также в эту категорию попадают другие средства поражения, такие как мины, торпеды и т.п. Бомбовый прицел также применяется при прицельной выброске парашютистов и др. грузов парашютным и беспарашютным способом.
В соответствии с приложением №37 к «Федеральным авиационным правилам инженерно-авиационного обеспечения государственной авиации РФ», в состав авиационных прицельных систем (комплексов) входят подсистемы (системы), блоки и пульты, обеспечивающие обнаружение, распознавание, сопровождение целей, решение задач прицеливания, формирование и индикацию параметров прицеливания и сигналов управления воздушным судном, системами управления оружием и авиационных средств поражения.
В частности, к прицельным системам авиационного вооружения относятся:
- оптические, электронно-оптические, оптико-телевизионные и инфракрасные прицелы и визиры;
- теплопеленгаторы и лазерные системы, обеспечивающие информацией прицельные системы и АСП, системы целеуказания и наведения АСП;
- вычислительно-программирующие устройства и блоки, входящие в состав прицельной системы

## История
Первым действительно эффективным бомбовым прицелом стал британский Drift Sight Mk 1A, устанавливавшийся на бомбардировщике Handley Page O/400 во время Первой мировой войны. Несмотря на все своё несовершенство, он значительно превосходил существовавшие в то время образцы, так как учитывал высоту и скорость самолёта.
Бомбовый прицел Нордена, применявшийся во Второй мировой войне, включал в себя аналоговое вычислительное устройство и впервые в истории позволил осуществлять прицельное бомбометание с большой высоты.
Начиная с 1950-х годов, бомбовые прицелы стали использовать электронные вычислительные устройства (БЦВМ) вместо механических вычислителей, и всё более интегрировались в систему управления самолётом и вооружением. Данные с таких прицелов могли передаваться непосредственно пилоту бомбардировщика и выводиться на экран в кабине пилота или на индикатор прямой видимости.

## Устройство бомбового прицела
(о принципах бомбометания и устройстве авиационных прицельных систем см. ст. Авиационное вооружение, раздел: «Прицельные системы бомбометания»)
Оптический бомбовый прицел по сути представляет собой угломерное устройство (прибор), с помощью которого определяют вектор дальности точки падения боеприпаса при известных заданных параметрах движения летательного аппарата в пространстве и известных параметрах атмосферы. Горизонтальный путь, пройденный бомбой при её падении называется относом бомбы.
При бомбометании с горизонтального полёта время падения T и расстояние относа бомбы Δ является функциями высоты H и скорости V, т.е. параметров, определяющих начальные условия бомбометания, и характеристического времени падения бомбы θ, определяющего аэродинамические свойства бомбы. Характеристическим временем падения бомбы называется время падения бомбы, сброшенной с горизонтально летящего самолѐта с высоты 2000 метров при скорости полёта 40 м/с в условиях стандартной атмосферы.
Задача прицеливания при бомбометании состоит в том, чтобы к моменту сброса бомбы, выполнив совокупность операций по управлению самолетом, придать самолету и вектору воздушной скорости такое положение, которое обеспечивало бы попадание сброшенной бомбы в намеченную точку. При этом процесс прицеливания состоит в вычислении дальности сброса и компенсировании бокового смещения.
Высота полёта носителя определяется с помощью высотомеров барометрического типа или с помощью радиовысотомеров. Воздушная скорость определяется по указателю скорости. Величину ветра определяют по изменению углов сноса на разных курсах с помощью специального прибора.
Для бомбометания с горизонтального полёта применяются два основных типа прицелов: векторный прицел и синхронный прицел. Векторный способ прицеливания состоит в определении величины W из вектора построителя, а затем угла прицеливания. Так как линейка векторного построителя, при помощи которого определяется W, стабилизирована в пространстве, то прицелы, работающие по данному способу, позволяют производить бомбометание с любого направления подлёта к цели. Синхронный способ прицеливания по дальности основан на непрерывном слежении визирным лучом за целью. Он состоит в определении основной составляющей угла прицеливания. Для осуществления этого служит специальный механизм синхронизации.
В качестве примера ниже приводятся основные ТТХ и устройство достаточно простого по конструкции оптического бомбового прицела НКПБ-7, который был разработан более полувека назад и применяется до сих пор на ряде типов отечественных самолётов. 
Ночной коллиматорный бомбовый прицел НКПБ-7(К) предназначен для боковой и продольной наводки самолёта при бомбометании с горизонтального полёта. Он является коллиматорным базисным прицелом, с его помощью можно определять угол прицеливания промером базы по вспомогательному ориентиру, то есть решается задача определения тангенса угла прицеливания tgφ путем промера базы по двум засечкам с учётом известной высоты пролёта и типа бомбы. 
Прицел позволяет устанавливать угол прицеливания с поправкой на серию, а также определять его по заранее известной путевой скорости при помощи номограммы. Решением обратной задачи прицел позволяет определять путевую скорость для навигации. Прицел рассчитан на применение с высот от 30 до 5000 метров при скоростях полёта в пределах 200...600 км/ч, с бомбами, имеющими характеристическое время падения θ, равное 20,50 и 20,87.
Конструктивно прицел НКПБ-7 представляет собой единое изделие массой в сборе 3 кг. Прицел состоит из оптической части (объектив, прицельная сетка и светоотражатель), механизма изменения углов визирования, курсоуказателя, жидкостного уровня, встроенного механического секундомера СОПпр-2а-3, пяты прицела (основания) и электрооборудования прицела, состоящего из подсветки сетки, шкал и уровня, электроподогрева секундомера и кнопки сброса бомб. Прицел не имеет связи с автопилотом и не позволяет непосредственно управлять самолётом при наводке на цель, но имеется простейшая цепь сигнализации лётчику, которая зажигает две лампочки: «Доворот вправо» и «Доворот влево». 